# Condado de Atchison (Kansas)
El condado de Atchison () es uno de los 105 condados del estado de Kansas, en Estados Unidos. La sede del condado es Atchison, y su mayor ciudad es Atchison. El condado posee un área de 1.127 km² (de los cuales 7 km² están cubiertos de agua), una población de 16.774 habitantes, y la densidad de población es de 15 hab./km² (según el censo nacional de 2000). Este condado fue fundado el 25 de agosto de 1855.